# معركة تل رفعت (فبراير 2016)
معركة تل رفعت (فبراير 2016) هي معركة وقعت في الفترة ما بين يومي 10-15 فبراير (شباط) 2016 في مدينة تل رفعت الواقعة بمحافظة حلب في سوريا خلال الحرب الأهلية السورية.

## التسلسل الزمني للأحداث

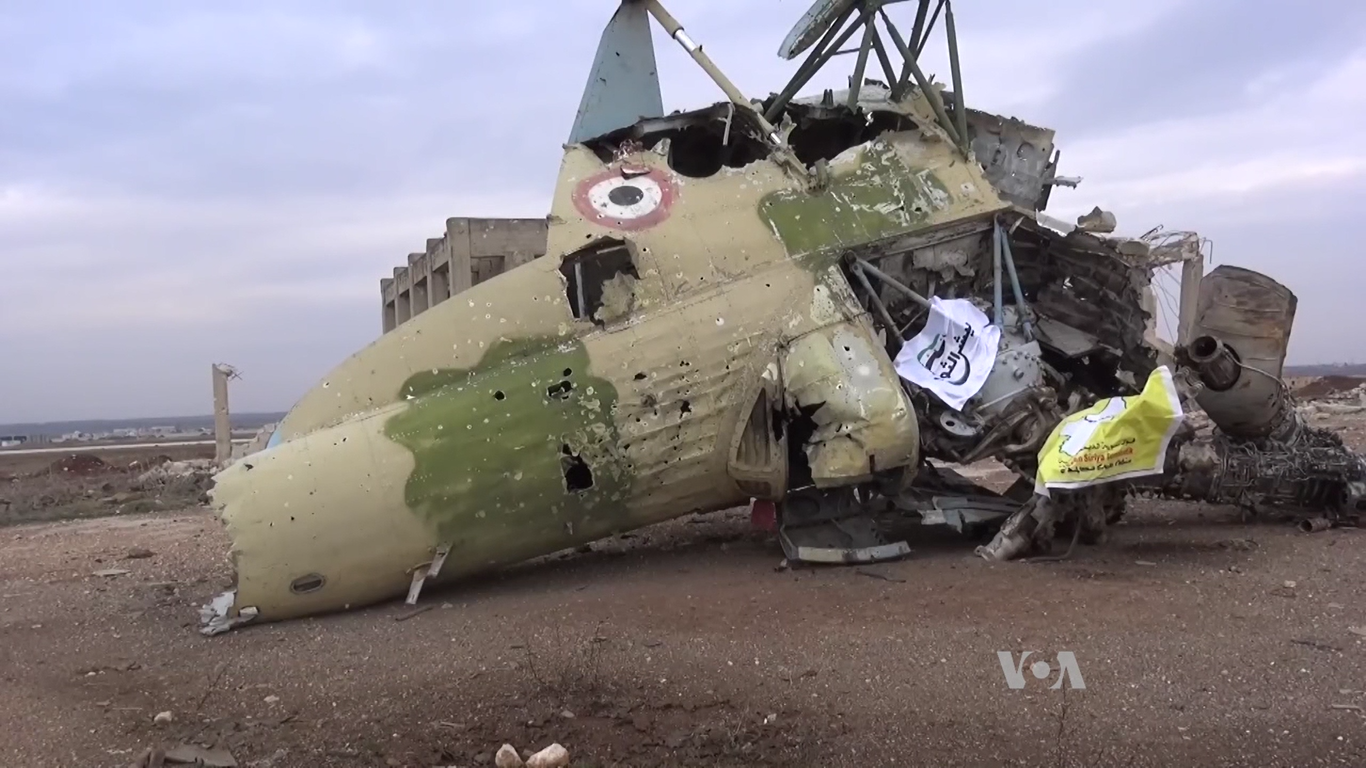
أعلام قوات سوريا الديمقراطية وجيش الثوار على حطام مروحية تابعة للنظام السوري في قاعدة منغ الجوية في 12 فبراير (شباط) 2016.

في فبراير (شباط) 2016 قامت قوات الجيش السوري بدعم من روسيا وإيران بشن هجوم على معاقل القوات التابعة للمعارضة السورية التي كانت تتمركز في منطقة شمال محافظة حلب. نجح الهجوم في 3 فبراير (شباط) 2016 من فك حصار نبل والزهراء، وقطع الطريق الذي يربط مدينة حلب بمنطقة أعزاز الواقعة على الحدود التركية بهدف منع وصول الإمدادات للقوات التابعة للمعارضة السورية، والتي وجدت نفسها مُحاصرة في منطقة أعزاز بين وحدات حماية الشعب الكردية من جهة الغرب، وقوات الجيش السوري من جهة الجنوب، ومقاتلو تنظيم الدولة الإسلامية في العراق والشام (داعش) من جهة الشرق. استغلت وحدات حماية الشعب الكردية وقوات سوريا الديمقراطية هذا الوضع، وقاموا في 10 فبراير (شباط) 2016، بدعم من الطائرات الروسية، بشن هجوم على قوات المعارضة السورية المُحاصرة، وتمكنوا من السيطرة على مطار منغ، ثُمّ تقدموا نحو أعزاز وبلدة تل رفعت.

خريطة توضح المواقع التي هاجمها الأكراد في محافظة حلب في فبراير (شباط) 2016.

كانت هناك عدة فصائل ومجموعات تابعة للمعارضة السورية تتواجد في بلدة تل رفعت الواقعة بمنطقة أعزاز والتابعة لمحافظة حلب، وكان أبرزها قوات الجبهة الشامية التي تضم كتائب الجبهة الإسلامية، وجيش المجاهدين، وحركة نور الدين الزنكي، وتجمع فاستقم كما أمرت، وجبهة الأصالة والتنمية، وكتائب ثوار الشام، ولواء الفتح، وحركة أحرار الشام، وكتائب الطليعة المقاتلة، إلى جانب عدد من ألوية وفصائل الجيش السوري الحر مثل الفرقة 16، والفرقة 13، وفرقة المشاة 101، ولواء صقور الجبل، ولواء فرسان الحق، والفوج الأول، بالإضافة إلى قوات من جبهة النصرة، وفيلق الشام، ولواء عاصفة الشمال. تدخلت تركيا في القتال وقصفت قوات المدفعية التركية في 13 فبراير (شباط) 2016 مواقع كردية في منطقة أعزاز، وقُتل خلال هذا القصف بحسب ما أعلنه المرصد السوري لحقوق الإنسان ما لا يقل عن مقاتلين كرديين وثلاثة مدنيين بينهم طفلان، بنيران المدفعية التركية في محيط قاعدة منغ الجوية الواقعة غرب بلدة تل رفعت، فيما أفادت الوكالة التركية في 14 فبراير (شباط) 2016، أن عدد القتلى بلغ 29 من وحدات حماية الشعب في منطقة اعزاز بأكملها. وفي نفس اليوم، هدد رئيس الوزراء التركي أحمد داود أوغلو بتدخل عسكري تركي آخر ضد حزب الاتحاد الديمقراطي وجناحه العسكري المتمثل في قوات سوريا الديمقراطية ووحدات حماية الشعب الكردية. وفي اليوم التالي، أدانت كل من الحكومة السورية وحكومة الولايات المتحدة الأمريكية وحكومة فرنسا القصف التركي، وطالبوا بوقفه، كما طلبت الولايات المتحدة الأمريكية من قوات سوريا الديمقراطية عدم استغلال الوضع للسيطرة على مناطق جديدة، غير أن إطلاق النار استمر على الرغم من ذلك. واتهمت الحكومة السورية تركيا بالسماح لنحو مائة مقاتل و12 شاحنة صغيرة بدخول منطقة أعزاز عبر معبر باب السلامة الحدودي. وبحسب تقارير المرصد السوري لحقوق الإنسان فقد وفد نحو 350 مقاتلًا من فيلق الشام من بلدة أطمة التابعة لمحافظة إدلب، كانوا قد دخول إلى سوريا عبر تركيا، ثم انتشروا في منطقة أعزاز وتل رفعت. وفي مساء يوم 15 فبراير (شباط) 2016، سقطت تل رفعت بالكامل في أيدي قوات سوريا الديمقراطية، ونجحت القوات الكردية في السيطرة أيضًا على قرية كفر ناصح الواقعة في جنوب هذه المدينة، في حين تمكّن الجيش السوري والقوات الموالية له من السيطرة على قريتي أحرص ومستكان. ولم تعد القوات التابعة للمعارضة السورية تُسيطر حينها إلا على مدن مارع وأعزاز في المنطقة.

## الخسائر البشرية
قدر المرصد السوري لحقوق الإنسان عدد عناصر قوات الدفاع والأمن السورية الذين قتلوا على أيدي سلاح المدفعية التركية والجماعات التابعة للمعارضة السورية خلال الاشتباكات والمعارك التي دارت في منطقة تل رفعت بما لا يقل عن 5 قتلى، في حين بلغت خسائر القوات التابعة للمعارضة السورية وجبهة النصرة ما لا يقل عن 40 قتيلًا.

## النتائج
تمكنت قوات سوريا الديمقراطية ووحدات حماية الشعب الكردية المدعومة من الطيران السوري والروسي في النهاية من السيطرة على قاعدة منغ الجوية وبلدة تل رفعت، وبحسب ما أعلنته قوات سوريا الديمقراطية، فقد انضم بعض مقاتلي الجيش السوري الحر إلى صفوفها بعد انتهاء المعركة. واصلت المدفعية التركية قصفها ضد وحدات حماية الشعب الكردية وقصفت بلدة تل رفعت في 16 فبراير (شباط) 2016، إلا أن الأكراد تمكنوا من التصدي للهجوم وتقدموا إلى قرية الشيخ عيسى وتمكنوا من السيطرة عليها. وجدت القوات التابعة للمعارضة السورية، والمتمركزة في بلدة مارع، باستثناء الطريق الخطر المُتجه إلى الشمال، محاصرة بالكامل تقريبًا بوحدات حماية الشعب من جهة الغرب، وبمقاتلي تنظيم الدولة الإسلامية من جهة الشرق، ومن ثم فتحت قوات سوريا الديمقراطية مجال المفاوضات مع فصائل المعارضة في مارع وطلبت منهم تسليم المدينة لهم دون إبداء أي مقاومة.